# براکستون (چشر)
براکستون (به انگلیسی: Broxton) یک روستا و محله مدنی در بریتانیا است که در چشر غربی و چستر واقع شده‌است. براکستون ۴۶۱ نفر جمعیت دارد.